# All I Want For Christmas Is New Year's Day
All I Want For Christmas Is New Year's Day — пісня-сингл британського сінті-поп дуету Hurts. У перший тиждень релізу, пісня була доступною для безплатного завантаження на ITunes у Сполученому Королівстві та Ірландії, і стала «синглом тижня». Також вона зайняла 67 місце в чартах у Австрії.

## Відомості
Що стосується випуску пісні, Hurts заявив в інтерв'ю, що «це пісня про найгірше Різдво в нашому житті, яку ми випускаємо на найкраще Різдво нашого життя. Крім того, ми використовували акторів з попередніх відео робіт, так що це як Різдвяний вечір групи Hurts… на цвинтарі.»

## Реакція критиків
Фрейзер Макалпайн написав для BBC Online, що «пісня вийшла „сумною“ і „гідною“, подарувавши дивним чином і хор і трубчасті дзвони, бубінці, мерехтливе фортепіано і барабанний бум, і все це сумне роздратування, звучить як щось магічне і глибоке.» Роберт Копсей оглядач Digital Spy відзначив пісню рейтингом «Жалісне Різдво», варте п'яти зірок.

## Музичне відео
Знято на кладовищі в Парку Ебні в районі Сток Ньюїнгтон, реклама збирає в собі те, що видається не по сезону сумною подією, що перетворюється. І хороший постріл гумору від групи, яка може піднести себе досить серйозно. Тільки от шкода, що справжній сніг не випав трохи раніше.
Ісландська модель Анна Тора, раніше знялася в кліпі Hurts Stay, говорить, що їй зателефонували за два дні до початку знімання і напередодні вона вже прилетіла до Лондона, тоді ж вона почула пісню вперше, така ж ситуація була і при зніманні попереднього кліпу.
Дата знімання: 20-21 листопада 2010.
В кліпі події відбувається на кладовищі, де учасники групи та інші люди збираються навколо могили, з якої виникає ялинка. Ідея полягає в тому, що в могилі вони ховають всі проблеми і лунає запевнення, що в наступному році біди розчиняться в радості. І все буде добре. Та ще 6 днів до Нового року і до радості так далеко.

## Список композицій
- «All I Want For Christmas Is Новий рік» — 4:34